# Университет Западного Кентукки
Университет Западного Кентукки (англ. Western Kentucky University (WKU)) — публичный университет, расположенный в Боулинг-Грин, штат Кентукки, США. Основан в 1906 году.

## История
История Университета Западного Кентукки началась в 1875 году, когда было основано частное Педагогическое училище Глазго в Глазго. В 1885 году это учебное заведение было перенесено в Боулинг-Грин и получило новое название — Южное педагогическое училище и колледж бизнеса. В 1906 году на базе этого вуза постановлением Законодательного собрания штата Кентукки было создано Педагогическое училище Западного Кентукки. В 1922 году в вузе была введена четырёхлетняя программа обучения. Тогда же вуз поменял своё название на Педагогическое училище и колледж Западного Кентукки. В 1927 году произошло слияние вуза с находившимся по соседству Огденским колледжем. В 1930 году вуз сменил своё название на Педагогический колледж Западного Кентукки. В 1931 году колледж начал предлагать степени магистра искусств. В 1948 году колледж сменил своё название на Колледж Западного Кентукки. В 1963 году произошло слияние колледжа с Торговым колледжем Боулинг-Грин. В 1966 году Колледж Западного Кентукки стал Университетом Западного Кентукки.

## Студенческая газета
С 1924 года в университете регулярно выходит студенческая газета College Heights Herald.

## Президенты
| №  | Имя                | Период руководства |
| -- | ------------------ | ------------------ |
| 1  | Генри Хардин Черри | 1906—1937          |
| 2  | Пол Л. Гарретт     | 1937—1955          |
| 3  | Келли Томпсон      | 1955—1969          |
| 4  | Деро Доунинг       | 1969—1979          |
| 5  | Джон Минтон        | 1979               |
| 6  | Дональд Захариас   | 1979—1985          |
| 7  | Керн Александр     | 1986—1988          |
| 8  | Томас Мередит      | 1988—1997          |
| 9  | Гари Рэнсделл      | 1997—2017          |
| 10 | Тимоти Кабони      | 2017—н.в.          |

- С 1985 по 1986 год Пол Кук временно исполнял обязанности президента.

## Известные выпускники
- См.: Категория:Выпускники Университета Западного Кентукки